# Lashkargah
Lashkargāh (tiếng Pashtun: لښکرګاه; tiếng Ba Tư: لشکرگاه), trong lịch sử hay gọi là Bost hoặc Boost (بست، بوست), là một thành phố ở tây nam Afghanistan và là thủ phủ của tỉnh Helmand. Địa điểm này tọa lạc tại huyện Lashkargah, nơi sông Arghandab nhập vào sông Helmand. Toàn thành phố có dân số 201.546 người tính đến năm 2006, Lashkargah được nối liền trục đường chính với Kandahar về phía đông, Zaranj giáp biên giới với Iran về phía tây, và Farah và Herat ở phía tây bắc. Nó hầu như rất khô cằn và hoang vắng. Tuy nhiên, nông nghiệp vẫn tồn tại xung quanh sông Helmand và Arghandab. Sân bay Bost nằm ở bờ đông của sông Helmand, cách ngã ba sông Helmand và Arghandab năm dặm về phía bắc.
Thành phố này có khí hậu sa mạc nóng (Köppen BWh), đặc trưng bởi lượng mưa ít và nhiệt độ giữa mùa hè và mùa đông dao động khá cao. Nhiệt độ trung bình ở Lashkargah là 20.1 °C, trong khi lượng mưa trung bình hàng năm là 97 mm. Mùa hè bắt đầu từ giữa tháng 5, kéo dài đến cuối tháng 9 và cực kỳ khô hạn. Tháng 7 là tháng nóng nhất trong năm với nhiệt độ trung bình là 32.8 °C. Tháng lạnh nhất là tháng Giêng có nhiệt độ trung bình là 7.6 °C.
Nơi đây vốn là một trung tâm giao dịch và quá cảnh ở miền nam Afghanistan. Do nằm ở ngã ba sông Helmand và Arghandab, nên nó được thiên nhiên ưu đãi với diện tích mặt nước nhiều nhất (4.940 ha) so với bất kỳ tỉnh lỵ nào trong cả nước. Do đó, nông nghiệp chiếm lượng sử dụng đất lớn nhất (61%). Khu dân cư đa phần đều tập trung tại các quận trung tâm trong thành phố.
Lashkargah đã chứng kiến một số cuộc giao tranh dưới hình thức tấn công do phiến quân Taliban dàn dựng kể từ sau khi Mỹ rút quân. Tháng 10 năm 2020, Taliban tấn công thành phố cùng với quận Nad Ali gần đó. Ngày 13 tháng 8 năm 2021, sau nhiều tuần giao tranh trong trận Lashkargah, thành phố rơi vào quyền kiểm soát của Taliban, trở thành tỉnh lỵ thứ mười bốn bị lực lượng Taliban chiếm giữ như một phần trong cuộc tổng tiến công năm 2021.